# Charles-Victor Prévost d'Arlincourt
Charles-Victor Prévost d'Arlincourt (Château de Mérantais, Magny-les-Hameaux, Yvelines, 26 settembre 1788 – 22 gennaio 1856) è stato uno scrittore francese.
Negli anni 1820 la popolarità di questo autore, a cui venne dato l'appellativo di "principe dei romantici", rivaleggiava con quella di Victor Hugo.

## Biografia
Suo padre Louis-Adrien Prévost d'Arlincourt venne ghigliottinato l'8 maggio 1794, insieme ad Antoine Lavoisier e ventisei altri fermiers. All'inizio del primo impero francese, la madre perorò la sua causa davanti a Napoleone, che decise di nominarlo scudiere della propria madre Maria Letizia Ramolino. All'età di 29 anni, sposò la figlia di un senatore, e compose una tragedia, Charlemagne, che venne rifiutata dalla Comédie-Française. Nel 1811 Napoleone lo nominò uditore presso il Consiglio di Stato, poi intendente nell'esercito spagnolo. Partecipò alla campagna di Spagna e fu presente alla presa di Tarragona.
Dopo la caduta di Napoleone, riuscì a ingraziarsi Luigi XVIII, che lo nominò Maître des requêtes. Acquistò un castello e adottò il titolo di visconte. Nel 1818 organizzò una grande campagna pubblicitaria per la pubblicazione del suo poema epico, Charlemagne, ou la Caroléide, e si presentò all'Académie, dove la sua candidatura ottenne esattamente un solo voto. Non scoraggiato, iniziò a lavorare su un romanzo che credeva gli avrebbe portato una reputazione paragonabile a quella di Chateaubriand.
Le Solitaire apparve nel 1821 e raggiunse una celebrità «straordinaria, persino colossale». Nello spazio di alcuni mesi, il libro fu ristampato una dozzina di volte; venne tradotto in dieci lingue; si scrissero non meno di sette opere basate sulla sua storia, e almeno il doppio di adattamenti teatrali; inoltre fu soggetto di innumerevoli canzoni, parodie, dipinti e litografie. Il successo dei suoi successivi tre romanzi, Le Renégat nel 1822, Ipsiboé nel 1823, e L'Etrangère nel 1825, fu quasi altrettanto grande.
Adulato soprattutto dal pubblico femminile, che lo vedeva come il nuovo Ossian, fu attaccato dalla critica. Le trame vennero giudicate impossibili, i personaggi da cartolina, l'immaginario grottesco. Il suo gusto per l'inversione sintattica, con la quale ornava abbondantemente la sua prosa, gli fece guadagnare il soprannome di visconte inversivo, e il risultato venne messo in parodia in modo memorabile nelle Illusioni perdute di Balzac (che, tuttavia, fu fortemente influenzato nelle sue prime opere dallo stile gotico di d'Arlincourt). L'Accademico Charles-Marie de Féletz scrisse: «Le Solitaire è stato finora tradotto in ogni lingua conosciuta, ad eccezione naturalmente del francese.» I giudizi successivi non furono più favorevoli. I suoi romanzi, ora classificati come gotici, vennero etichettati come frenetici: «contenenti un misterioso intrigo incentrato su alcuni illustri e colpevoli sventurati, che si trascinano attraverso mille violenti episodi verso una sanguinosa catastrofe».
La vanità e l'egocentrismo di d'Arlincourt furono oggetto di numerosi aneddoti; si dice che cercasse di convincere il suo ritrattista, Robert Lefèvre, a rendere i suoi occhi sempre più grandi. Posò anche per Jean-Baptiste Isabey.
D'Arlincourt spesso si difese per scritto, spiegando che il suo obiettivo era quello di «spiritualizzare ogni impressione dell'esistenza». Nel 1826 presentò al Théâtre-Français un lavoro teatrale scritto in gioventù, Le Siège de Paris, che venne prontamente fatto a pezzi dalla critica. Non del tutto giustamente: alcuni dei brani più ridicolizzati infatti non erano suoi.
Fece due lunghi viaggi attraverso l'Europa, nel 1841 e nel 1844, visitando principi esiliati, e al suo ritorno presentò una nuova commedia, La Peste noire, la cui ricezione fu del tutto sfavorevole come per la precedente. Nel 1848, indignato dagli eventi di giugno, pubblicò Dieu le veut! (Dio lo vuole!), un pamphlet che gli portò problemi legali, ma allo stesso tempo aumentò la sua popolarità. Nel 1850 pubblicò L'Italie rouge, un resoconto ostile del Risorgimento. Negli ultimi anni della sua vita, ancora «avida di successo», fu spesso ospite di salotti.

## Opere

### Romanzi
- Une Matinée de Charlemagne, fragmens tirés d'un poëme épique qui ne tardera point à paraître (1810).
- Charlemagne, ou La Caroléide, poème épique en vingt-quatre chants (1818). Testo 1 2
- Le Solitaire (2 volumi, 1821). Riedizione: Slatkine, Ginevra, 1973. Testo 1 2. Testo italiano: Il solitario
- Le Renégat (2 volumi, 1822). Testo 1 2
- Ipsiboé (2 volumi, 1823)
- L'Étrangère (2 volumi, 1825) Testo 1 2
- Ismalie, ou la Mort et l'amour, roman-poëme (2 volumi, 1828)
- Le Chef des Penitens noirs, ou le Proscrit et l'Inquisition (5 volumi, 1828)
- La morte et l'amour, (1 volume, 1831)
- Les Rebelles sous Charles V (3 volumi, 1832)
- Les Écorcheurs, ou l'Usurpation et la peste, fragmens historiques, 1418 (1833). Testo italiano: Gli scorticatori
- Le Brasseur roi, chronique flamande du quatorzième siècle (2 volumi, 1834). Testo italiano: Il re birraio
- Double Règne, chronique du treizième siècle (2 volumi, 1835)
- L'Herbagère (2 volumi, 1837)
- Les Trois Châteaux, histoire contemporaine (2 volumi, 1840)
- Ida et Nathalie (2 volumi, 1841)
- Les Anneaux d'une chaîne (2 volumi, 1845)
- Les Fiancés de la mort, histoire contemporaine (1850)
- La Tache de sang (5 volumi, 1851)
- Le Château de Chaumont (1851)

### Teatro
- Le Siège de Paris, tragedia in 5 atti, Parigi, Théâtre-Français, 8 aprile 1826
- La Peste noire, ou Paris en 1334, dramma in 5 atti e 7 quadri con prologo, Parigi, Théâtre de l'Ambigu-Comique, 7 aprile 1845

### Altri lavori
- Le Pèlerin. L'Étoile polaire (2 volumi, 1843)
- Les Trois Royaumes (1844)
- L'Italie rouge, ou Histoire des révolutions de Rome, Naples, Palerme, Messine, Florence, Parme, Modène, Turin, Milan, Venise, depuis l'avènement du pape Pie IX, en juin 1846, jusqu'à sa rentrée dans sa capitale, en avril 1850 (1850). Testo italiano: L'Italia rossa

### Pamphlets
- Dieu le veut ! (1848)
- Suite à Dieu le veut, par le Vte d'Arlincourt. Place au droit. Première partie. La Révolution et l'Élysée. Seconde partie. La Royauté et Frohsdorf (1850)